# Crystal Castles (groupe)
Pour les articles homonymes, voir Crystal Castles, Crystal et Castles (homonymie).
Crystal Castles est un groupe canadien de musique électronique formé en 2006 à Toronto en Ontario et fondé par Ethan Kath et Alice Glass. Les membres actuels sont Ethan Kath et Edith Frances.

## Biographie

### Création et débuts

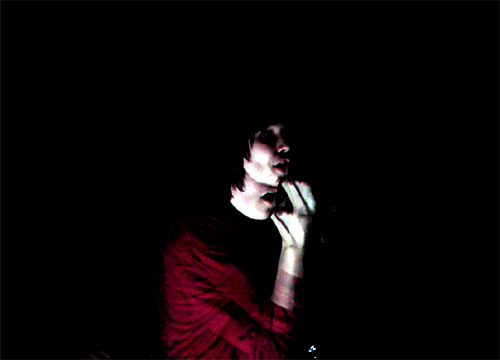
Glass en 2007 lors d'une représentation en France.

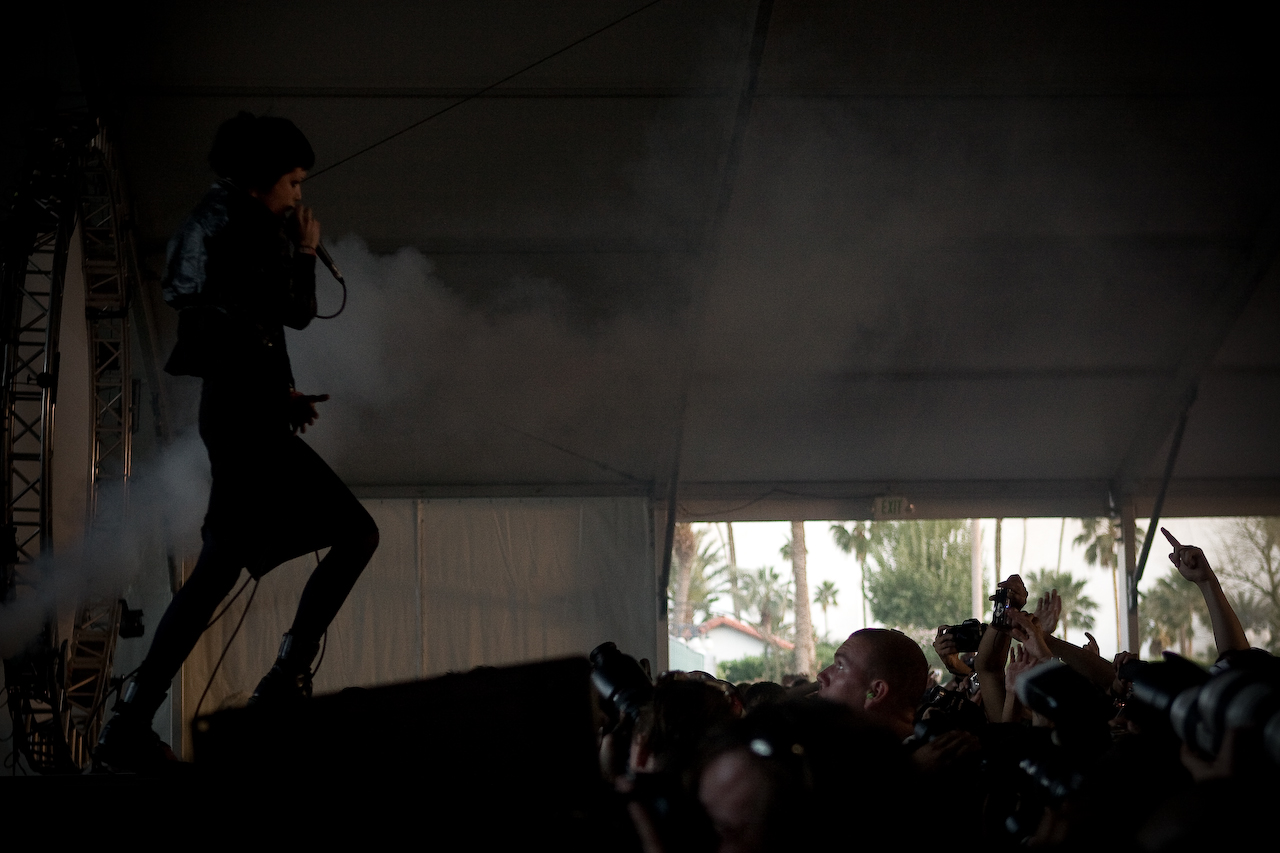
Crystal Castles en 2009.

Ethan Kath, batteur pour le groupe punk metal Kill Cheerleader, et Alice Glass, chanteuse pour la formation punk hardcore Fetus Fatale, se rencontrent à Toronto alors qu'ils effectuent du travail bénévole dans le cadre d'une lecture pour personnes aveugles. Alors âgés respectivement de 25 et 15 ans, ils entament une brève collaboration, avant de perdre contact, en décembre 2003 ; Kath propose à Glass vingt-cinq  morceaux, parmi lesquels cinq sont retenus et pour lesquels elle compose des paroles. À propos de leur rencontre, Kath déclare :

« Nous lisions pour les gens aveugles et Alice a commencé à me parler comme nous étions les seuls jeunes là-bas. On a abordé la musique et on s'est découvert des intérêts similaires. Elle m'a alors proposé de venir la voir chanter avec son groupe Fetus Fatale, ce que j'ai fait. J'avais déjà travaillé sur mes propres chansons, mais lorsque je l'ai vue, je me suis dit qu'elle était l'ingrédient qu'il manquait à ma musique. »

À la conclusion de 2004, Ethan publie les démos réalisées sur le réseau MySpace. L'une d'entre elles, Alice Practice (littéralement en français « La répétition d'Alice »), capte l'attention du public et gagne promptement plus de 200 000 écoutes. Kath se voit alors approché par la maison de disques Merok Records, qui publie en juin 2006 le titre electro-experimental en 45 tours. Glass renoue conséquemment avec Kath, et tous deux créent le groupe Crystal Castles, nom faisant référence au cartoon She-Ra dans lequel est abordé un endroit appelé le « Château de cristal ».
La formation consolide sa carrière en publiant de nombreux vinyles au Royaume-Uni durant les années 2007 et 2008. Simultanément, Kath remixe les singles d'autres artistes indies, dont Bloc Party et Uffie, en utilisant des pistes inédites du groupe. Entre-temps, Crystal Castles se voit signer chez le label montréalais Last Gang Records en vue de la publication de leur premier album, portant leur nom.

### Premier albumCrystal Castles
Au cours du mois de mars 2008, le premier album des Crystal Castles est publié en Amérique du Nord et en Europe. Décrit comme une « rencontre entre AIDS Wolf et New Order », l'ouvrage nintendo-pop est inspiré par Sonic Youth, The Stooges, Joy Division de même que par des groupes black metal. Regroupant une collection de vinyles précédemment commercialisés, il se concentre sur l'évolution chronologique de la musique de la formation en omettant d'aborder des thèmes personnels,. En plus d'être encensé par la presse — l'enregistrement se retrouve à la trente-neuvième position de la liste NME des meilleurs disques de la décennie —, il obtient un certain succès auprès du public et se classe dans les palmarès du Royaume-Uni et de la France,,.
En prémisse et à la suite de la publication du long play, le groupe se lance dans de nombreuses représentations avec divers artistes pendant les années 2007, 2008 et 2009 ; ils peuvent entre autres êtres vus sur scène avec The Presets, Metric, These New Puritans, The Teenagers ainsi que Nine Inch Nails,. Simultanément, ils enchaînent les apparitions dans les festivals, se présentant notamment au Reading and Leeds ainsi qu'au Glastonbury en plus d'être à la tête d'affiche de la tournée Unitaur du Vice Magazine,,.

### (II)et(III)
Le second album de groupe, Crystal Castles (II), devait sortir le 7 juin 2010. À la suite de la mise à disposition illégale de l'intégralité de l'album sur Internet, le label du groupe, Fiction, décide d'avancer sa sortie au 23 avril pour sa version numérique, et au 24 mai pour sa version physique. Le groupe a mis en ligne, le 25 juillet 2012, une nouvelle chanson "Plague" disponible en téléchargement gratuit et a annoncé la sortie de leur troisième album (III) pour le 5 novembre. Lors de la tournée du troisième album, ils sont accompagnés du batteur Chris Chartrand.

### Départ d'Alice Glass et quatrième album
Au cours de 2013, Glass interrompt temporairement ses activités avec le groupe. Toutefois, en octobre de l’année suivante, elle quitte Crystal Castles définitivement annonçant que ce projet musical ne lui permet plus de s’exprimer « en sincérité, honnêteté et empathie ». Elle se lance dans une carrière solo à la suite de son départ. La fin du groupe est alors annoncée. Six mois plus tard, Kath publie malgré tout une nouvelle chanson de Crystal Castles intitulée Frail. Une femme nommée Edith y apporte sa voix. Celle-ci contribue également à Deicide, un morceau publié quelques mois plus tard. Les deux chansons sont issues d’un album à paraître prochainement.
Début juillet 2016, un morceau est publié sur Mnet, un site de streaming musical coréen ; on peut y entendre Concrete, un titre jamais entendu auparavant. Le titre sera supprimé, plus tard dans la semaine. Le 5 juillet, Crystal Castles sort officiellement Concrete sur différentes plateformes musicales (Itunes, Spotify, Google Play...) et postent une vidéo sur Youtube, où l'on peut voir la nouvelle vocaliste du groupe, Edith Margo Frances, danser dans une foule d'un festival, sous une lumière bleue vive.
En octobre 2017, Glass révèle cependant dans un long message sur son site internet que son départ du groupe est aussi et avant tout dû au fait qu'Ethan Kath aurait abusé physiquement, sexuellement et psychologiquement d'elle depuis son adolescence. Le même jour, Ethan répondra via le webzine Pitchfork que cette histoire n'est que "pure fiction" et qu'il compte à ce titre attaquer Glass en justice. Il attaquera Alice Glass en justice pour diffamation et sera débouté de sa plainte en février 2018 par la Cour Suprême de Los Angeles.

### Controverses et plagiats
Le site Pitchfork et le Torontoist ont publié des articles sur l'utilisation par Crystal Castles d'artwork de Trevor Brown sans autorisation. L'image, montrant une Madonna avec un œil au beurre noir, fut utilisée par le groupe sur des produits dérivés, après l'avoir trouvée sur « un vieux flyer, sans mention de l'auteur », dans l'espoir « que l'artiste prenne contact avec eux ». Le groupe a également incorporé des samples venant de la communauté chiptune dans plusieurs de leurs chansons sorties sur myspace et ce sans mention des auteurs. C'est le cas d'Insecticon, qui contient des samples débités en morceaux d'une chanson de Lo-bat, My Little Droid Needs a Hand, publiée sous licence Creative Commons et Love and Caring, qui utilise un sample de batterie de Sunday, par Covox. Pitchfork-media publia un article défendant le groupe, déclarant qu'ils n'avaient jamais publié officiellement, ni joué, ces chansons et n'étaient donc pas coupables d'avoir contrevenu à la licence Creative Commons de ces œuvres.
En mai 2008, le groupe de la scène démo 8-bit collective accuse Crystal Castles de plagiat,.

## Style musical

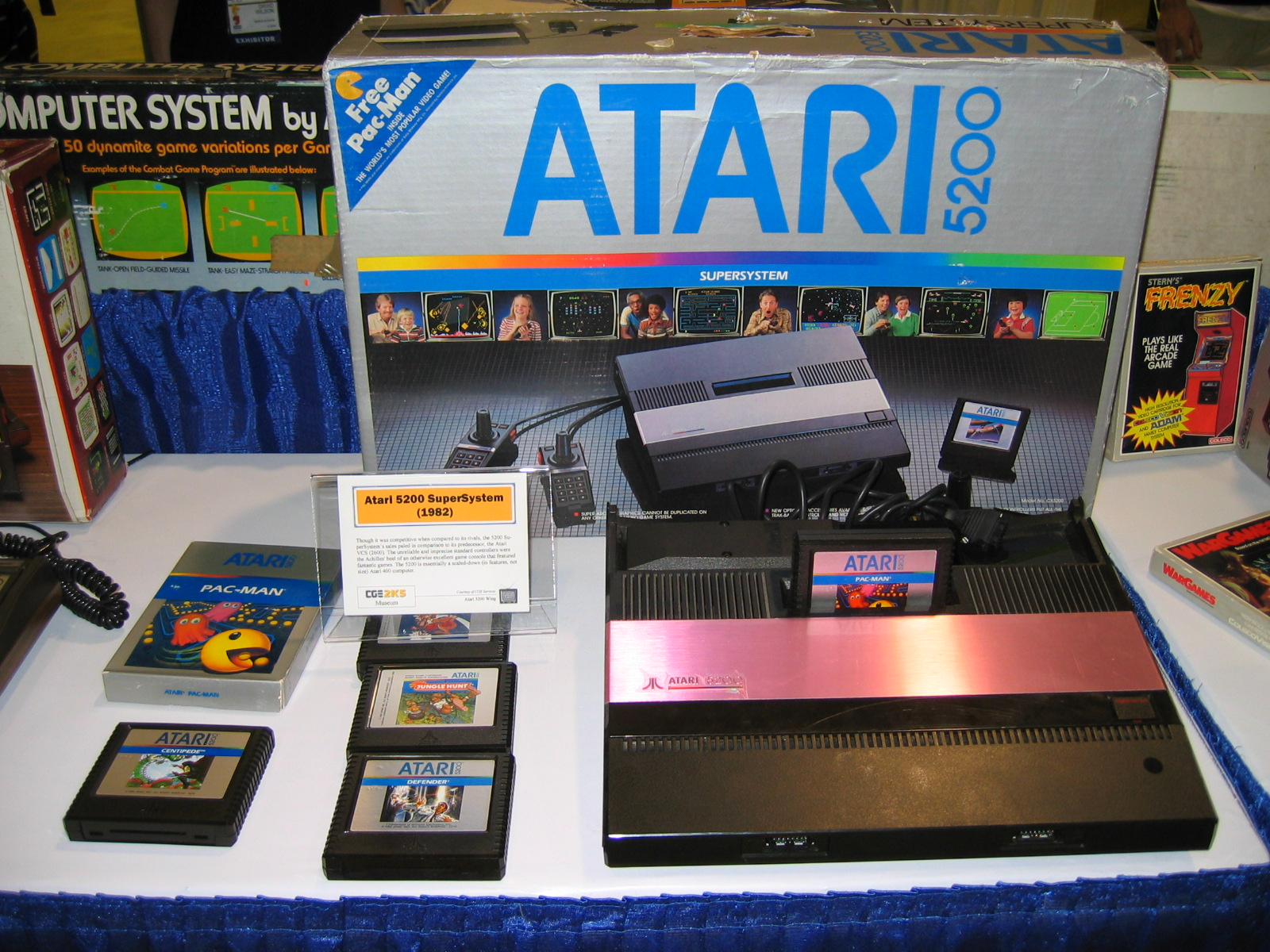
Atari 5200

La musique de Crystal Castles est facilement identifiable par l'utilisation d'échantillon et de déformation de chant féminin. Crystal Castles dit utiliser un clavier modifié comportant une puce d'une console Atari 5200 pour en faire un oscillateur. 
Leur style musical a été décrit comme « de féroces nappes asphyxiantes de sons de Game Boy en deux dimensions triturés à outrance et de grandiloquentes boîtes à rythme percussives qui transpercent le crâne avec une force suraigüe, s'imprégnant dans les profondeurs du cerveau, telle une fièvre ». Le site Pitchfork rendit une critique favorable du remix par Crystal Castles de Leni par GoodBooks, et décrivit le style comme « des petits bouts de chants distordus ricochant tels des boules de flipper contre les synthés 8 bits qui sont la marque de fabrique de Crystal Castles ».

## Discographie

### Album
- Crystal Castles (2008)
- (II) (2010)
- (III) (2012)
- Amnesty (I) (2016)

### Single
| Année | Titre                                | Position | Position | Position  | Position  | Position | Position | Position | Album               |
| Année | Titre                                | CAN Alt  | AUS      | BEL (FLA) | BEL (WAL) | DEN      | UK       | UK Ind   | Album               |
| ----- | ------------------------------------ | -------- | -------- | --------- | --------- | -------- | -------- | -------- | ------------------- |
| 2006  | Alice Practice                       | —        | —        | —         | —         | —        | —        | —        | Crystal Castles     |
| 2006  | Crimewave                            | —        | —        | —         | —         | —        | —        | 17       | Crystal Castles     |
| 2008  | Air War                              | —        | —        | —         | —         | —        | —        | —        | Crystal Castles     |
| 2008  | Courtship Dating                     | —        | —        | —         | —         | —        | —        | —        | Crystal Castles     |
| 2010  | Celestica                            | —        | —        | —         | —         | —        | —        | —        | Crystal Castles II  |
| 2010  | Baptism                              | —        | —        | —         | —         | —        | 102      | —        | Crystal Castles II  |
| 2010  | Not in Love (featuring Robert Smith) | 18       | 90       | 53        | 43        | 31       | 54       | __       | Crystal Castles II  |
| 2012  | Transgender Violent Youth            |          |          |           |           |          |          |          | Crystal Castles III |
| 2016  | Char Concrete                        |          |          |           |           |          |          |          | Amnesty (I)         |

## Vidéographie
- Air War (2008)
- Magic Spells (2008) (Mis en scène par Video Marsh)
- Courtship Dating (2008) (Mis en scène par Marc Pannozzo)
- Crimewave (2008)
- Celestica (2010) (Mis en scène par Rob Hawkins)
- Baptism (2010) (Mis en scène par Rob Hawkins)
- Suffocation (2012) (Mis en scène par Ethan Kath)
- Plague (2012) (Mis en scène par Ivan Grbin)
- Sad Eyes (2013) (Mis en scène par Ethan Kath)

## Récompenses
- En juin 2010, ils font partie des 40 nommés au Polaris Music Prize récompensant le meilleur album canadien de l'année par un jury composé de professionnels du secteur musical. Une liste restreinte de 10 albums fut dévoilée le 6 juillet 2010 et ils ne furent pas mentionnés[35],[36].